# Токбердіно
Токбе́рдіно (рос. Токбердино, башк. Туҡбирҙе) — село (у минулому присілок) у складі Бакалинського району Башкортостану, Росія. Входить до складу Бакалинської сільської ради.
Населення — 426 осіб (2010; 515 2002).
Національний склад:
- марійці — 91 %